# Discographie de Manic Street Preachers
La discographie de Manic Street Preachers, groupe de rock alternatif gallois, comprend l'ensemble des disques publiés au cours de leur carrière. Celle-ci est composée de douze albums studio, trois compilations, quatre DVDs et une quarantaine de singles.
Depuis la disparition de Richey Edwards en 1995, Manic Street Preachers est composé du chanteur et guitariste James Dean Bradfield, de Sean Moore à la batterie et à la trompette et de Nicky Wire au chant et à la basse.

## Albums

### Albums studio
Manic Street Preachers compte douze albums studio à leur actif dont le premier, Generation Terrorists en 1992, à forte vocation politique, se voit certifié disque d'or au Royaume-Uni et atteint la 13e place des charts britanniques. Les deux suivants, Gold Against the Soul (1993) et The Holy Bible (1994), font un peu mieux puisqu'ils rentrent dans le top 10, mais seul le premier est disque d'argent. En février 1995, Richey Edwards, le parolier et guitariste du groupe, disparaît et les trois autres membres du groupe choisissent de ne pas le remplacer. Coïncidence ou non, l'album qui sort en 1996, Everything Must Go, est un succès puisqu'il monte sur la deuxième marche du podium du classement des ventes britanniques et il est double disque de platine outre-Manche. L'opus suivant en 1998, Know Your Enemy, connaît une réussite encore plus insolente car en plus de briller dans le Royaume,, il s'exporte bien à l'étranger et notamment en Norvège, aux Pays-Bas et en Suède où il est disque d'or,,, mais aussi en tête des ventes en Finlande et en Suède,. Les publications qui suivent ne reproduisent pas la performance, même si elles parviennent toujours à se glisser sur le podium au Royaume-Uni, sauf Lifeblood qui se place au mieux en 13e position. En revanche, le panel de pays, surtout européens, dans lesquels le groupe met en vente ses disques s'élargit lui un peu plus. À noter que tous les albums de Manic Street Preachers sont entrés dans le classement des ventes japonaises.
| Titre                          | Détails                                                             | Classement des ventes | Classement des ventes | Classement des ventes | Classement des ventes | Classement des ventes | Classement des ventes | Classement des ventes | Classement des ventes | Classement des ventes | Classement des ventes | Classement des ventes | Classement des ventes | Classement des ventes | Classement des ventes | Classement des ventes | Classement des ventes | Classement des ventes | Classement des ventes | Classement des ventes | Certifications     |
| Titre                          | Détails                                                             | ALL                   | AUS                   | AUT                   | BEL                   | CAN                   | DAN                   | ESP                   | FIN                   | FRA                   | GRE                   | IRL                   | JAP                   | NOR                   | N-Z                   | P-B                   | Rép. tch.             | R-U                   | SUÈ                   | SUI                   | Certifications     |
| ------------------------------ | ------------------------------------------------------------------- | --------------------- | --------------------- | --------------------- | --------------------- | --------------------- | --------------------- | --------------------- | --------------------- | --------------------- | --------------------- | --------------------- | --------------------- | --------------------- | --------------------- | --------------------- | --------------------- | --------------------- | --------------------- | --------------------- | ------------------ |
| Generation Terrorists          | - Sortie : 10 février 1992 - Label : Columbia Records               | —                     | —                     | —                     | —                     | —                     | —                     | —                     | —                     | —                     | —                     | —                     | 60                    | —                     | —                     | —                     | —                     | 13                    | —                     | —                     | : Or               |
| Gold Against the Soul          | - Sortie: 21 juin 1993 - Label : Columbia Records                   | 95                    | —                     | —                     | —                     | —                     | —                     | —                     | —                     | —                     | —                     | —                     | 32                    | —                     | —                     | —                     | —                     | 8                     | —                     | —                     | : Or               |
| The Holy Bible                 | - Sortie : 29 août 1994 - Label : Epic Records                      | —                     | —                     | —                     | —                     | —                     | —                     | —                     | —                     | —                     | —                     | —                     | 50                    | —                     | —                     | —                     | —                     | 6                     | —                     | —                     | : Or               |
| Everything Must Go             | - Sortie : 20 mai 1996 - Label : Sony Records                       | —                     | —                     | 50                    | —                     | —                     | —                     | —                     | 29                    | —                     | —                     | —                     | 48                    | —                     | 29                    | 63                    | —                     | 2                     | 21                    | —                     | : 3 * Platine      |
| This Is My Truth Tell Me Yours | - Sortie : 14 septembre 1998 - Label : Epic Records /Virgin Records | 27                    | 14                    | 20                    | 32                    | 45                    | —                     | —                     | 1                     | —                     | —                     | —                     | 27                    | 5                     | 11                    | 24                    | —                     | 1                     | 1                     | 47                    | : 3 * platine : Or |
| Know Your Enemy                | - Sortie : 19 mars 2001 - Label : Epic Records                      | 13                    | 20                    | 42                    | 25                    | —                     | 6                     | —                     | 3                     | 147                   | —                     | 5                     | 26                    | 8                     | 21                    | 39                    | —                     | 2                     | 7                     | 40                    | : Or               |
| Lifeblood                      | - Sortie : 1er novembre 2004 - Label : Epic Records                 | 56                    | —                     | —                     | 72                    | —                     | —                     | —                     | 15                    | —                     | —                     | 15                    | 47                    | —                     | —                     | 65                    | —                     | 13                    | —                     | 81                    | : Argent           |
| Send Away the Tigers           | - Sortie : 7 mai 2007 - Label : Columbia Records                    | 50                    | —                     | 65                    | 57                    | —                     | —                     | 69                    | 10                    | —                     | —                     | 4                     | 39                    | 38                    | 33                    | 35                    | —                     | 2                     | 21                    | 43                    | : Or               |
| Journal for Plague Lovers      | - Sortie : 18 mai 2009 - Label : Columbia Records                   | 49                    | —                     | —                     | 69                    | —                     | —                     | 54                    | 23                    | —                     | —                     | 6                     | 24                    | 16                    | 35                    | 88                    | 31                    | 3                     | 37                    | 30                    | : Argent           |
| Postcards from a Young Man     | - Sortie : 20 septembre 2010 - Label : Columbia Records             | 65                    | —                     | —                     | 55                    | —                     | —                     | 61                    | 20                    | —                     | 8                     | 13                    | 36                    | —                     | —                     | 62                    | 10                    | 3                     | 45                    | 87                    | : Or               |
| Rewind the Film                | - Sortie : 16 septembre 2013 - Label : Columbia Records             | 31                    | —                     | 62                    | 74                    | —                     | —                     | 47                    | 27                    | —                     | —                     | 5                     | —                     | —                     | —                     | 62                    | —                     | 4                     | —                     | 51                    |                    |
| Futurology                     | - Sortie : 7 juillet 2014 - Label : Columbia Records                | —                     | —                     | —                     | 146                   | —                     | —                     | —                     | —                     | —                     | —                     | 8                     | —                     | —                     | —                     | —                     | —                     | 2                     | —                     | —                     |                    |
| Resistance Is Futile           | - Sortie : 6 avril 2018 - Label : Columbia Records                  | —                     | —                     | —                     | —                     | —                     | —                     | —                     | —                     | —                     | —                     | —                     | —                     | —                     | —                     | —                     | —                     | —                     | —                     | —                     |                    |
| The Ultra Vivid Lament         | - Sortie : 10 septembre 2021 - Label : Columbia Records             | —                     | —                     | —                     | —                     | —                     | —                     | —                     | —                     | —                     | —                     | —                     | —                     | —                     | —                     | —                     | —                     | —                     | —                     | —                     |                    |
| Critical Thinking              | - Sortie : 31 janvier 2025 - Label : Columbia Records               | —                     | —                     | —                     | —                     | —                     | —                     | —                     | —                     | —                     | —                     | —                     | —                     | —                     | —                     | —                     | —                     | —                     | —                     | —                     |                    |

### Compilations
Entre le premier album studio et la première compilation de Manic Street Preachers, dix années s'écoulent. La première, Forever Delayed, est une compilation des singles du groupe sorti en 2002, disque de platine au Royaume-Uni. L'année d'après, Lipstick Traces (A Secret History of Manic Street Preachers), rassemble les faces-B et les reprises effectuées par le groupe. La troisième compilation publiée en 2011, National Treasures – The Complete Singles, regroupe quant à elle, la majorité des singles produits par Manic Street Preachers depuis le début de sa carrière en 1991.
| Titre                                                        | Date de sortie  | Label            | Certifications |
| ------------------------------------------------------------ | --------------- | ---------------- | -------------- |
| Forever Delayed                                              | 28 octobre 2002 | Sony BMG         | Platine ·      |
| Lipstick Traces (A Secret History of Manic Street Preachers) | 14 juillet 2003 | Sony BMG         |                |
| National Treasures – The Complete Singles                    | 31 octobre 2011 | Columbia records |                |

### EPs
Le groupe a publié pas moins de six maxis depuis 1990. New Art Riot, est la première production de Manic Street Preachers tel qu'on le connaît. Les EPs Stars and Stripes et Know Our B-Sides ne sont parus qu'au Japon. Life Becoming a Landslide EP, sorti en février 1994, donne un avant-goût du futur album the Holy Bible, publié six mois plus tard. God Save The Manics est un maxi créé dans le but d'être donné aux fans du groupe lors de la tournée Past/Present/Future Tour à l'HMV Hammersmith Apollo de Londres le 19 avril 2005. Finalement, il est disponible aussi le lendemain sur leur site officiel en téléchargement gratuit. Quant à Journal for Plague Lovers Remixes E.P., paru en 2009, il s'agit des chansons de l'album Journal for Plague Lovers remixées par d'autres artistes.
| Titre                                  | Date de sortie  | Label                 |
| -------------------------------------- | --------------- | --------------------- |
| New Art Riot                           | 22 juin 1990    | Damaged Goods         |
| Stars and Stripes                      | 25 juin 1992    | Epic Records/Sony BMG |
| Life Becoming a Landslide EP           | 7 février 1994  | Epic Records          |
| Know Our B-Sides                       | 18 juillet 2001 | Epic Records          |
| God Save The Manics                    | 20 avril 2005   | Epic Records          |
| Journal for Plague Lovers Remixes E.P. | 15 juin 2009    | Columbia Records      |

## DVD
Manic Street Preachers a publié quatre vidéos au cours de sa carrière, mais sur une période assez courte (de 1997 à 2002). Les deux premières sont d'abord sorties en VHS, puis ré-éditées en DVD plus tard. Dans les trois premiers cas, Everything Live (1997), Leaving the 20th Century (2000) et Louder Than War (2001), il s'agit de concerts du groupe filmés et enregistrés. Le dernier, Forever Delayed, n'est autre que le DVD accompagnant la compilation homonyme parue en 2002.
| Titre                    | Date de sortie    | Type     | Label    | Infos                                                        |
| ------------------------ | ----------------- | -------- | -------- | ------------------------------------------------------------ |
| Everything Live          | 29 septembre 1997 | VHS, DVD | Smv      | Concert à la Manchester Evening News Arena le 24 mai 1997    |
| Leaving the 20th Century | 3 juillet 2000    | VHS, DVD | Smv      | Concert au Millennium Stadium de Cardiff le 31 décembre 1999 |
| Louder Than War          | 24 septembre 2001 | DVD      | Sony BMG | Concert au Karl Marx Theatre à La Havane en 2001             |
| Forever Delayed          | 11 novembre 2002  | DVD      | Sony BMG | 30 vidéos promotionnelles du groupe                          |

## Singles
Depuis ses débuts, le groupe a publié plus de quarante singles dont les cinq premiers ne figurent pas sur un album. Ce n'est qu'à partir du troisième, Motor Junk, que Manic Street Preachers accède à l'UK Singles Chart en se classant 94e. À trois exceptions près, tous les suivants y figureront. Le premier à intégrer le top 10 est Theme From M.A.S.H. (Suicide Is Painless) en 1992. En 1996, avec A Design for Life de l'album Everything Must Go, le groupe obtient son premier podium, puis décroche enfin le sommet de celui-ci avec If You Tolerate This Your Children Will Be Next de This Is My Truth Tell Me Yours en 1998. Ce single est également celui qui connaît la plus grande réussite à l'étranger puisqu'il se classe dans pas moins de huit pays avec notamment une 3e place en Irlande, ce qu'aucune autre chanson du groupe ne saura reproduire après. En revanche, en 2000, The Masses Against the Classes de l'album Know Your Enemy renouvelle la performance au Royaume-Uni en obtenant la première place du classement. Il atteint aussi la 4e position en Finlande. En dehors de quelques top 10 dans certains pays européens et de quelques podiums esseulés outre-Manche, les singles de Manic Street Preachers n'occupent globalement pas les premières places des différents classements de ventes.
| Année | Single                                          | Classement des ventes | Classement des ventes | Classement des ventes | Classement des ventes | Classement des ventes | Classement des ventes | Classement des ventes | Classement des ventes | Classement des ventes | Classement des ventes | Album                                     |
| Année | Single                                          | [ 9 ]                 | [ 10 ]                | [ 6 ]                 | [ 18 ]                | [ 19 ]                | [ 20 ]                | [ 21 ]                | [ 2 ]                 | [ 7 ]                 | [ 22 ]                | Album                                     |
| ----- | ----------------------------------------------- | --------------------- | --------------------- | --------------------- | --------------------- | --------------------- | --------------------- | --------------------- | --------------------- | --------------------- | --------------------- | ----------------------------------------- |
| 1989  | Suicide Alley                                   | —                     | —                     | —                     | —                     | —                     | —                     | —                     | —                     | —                     | —                     | —                                         |
| 1990  | UK Channel Boredom                              | —                     | —                     | —                     | —                     | —                     | —                     | —                     | —                     | —                     | —                     | —                                         |
| 1991  | Motown Junk                                     | —                     | —                     | —                     | —                     | —                     | —                     | —                     | 94                    | —                     | —                     | —                                         |
| 1991  | You Love Us (Heavenly Version)                  | —                     | —                     | —                     | —                     | —                     | —                     | —                     | 62                    | —                     | —                     | —                                         |
| 1991  | Feminine Is Beautiful                           | —                     | —                     | —                     | —                     | —                     | —                     | —                     | —                     | —                     | —                     | —                                         |
| 1991  | Stay Beautiful                                  | —                     | —                     | —                     | —                     | —                     | —                     | —                     | 40                    | —                     | —                     | Generation Terrorists                     |
| 1991  | Love's Sweet Exile/Repeat                       | —                     | —                     | —                     | —                     | —                     | —                     | —                     | 26                    | —                     | —                     | Generation Terrorists                     |
| 1991  | You Love Us                                     | —                     | —                     | —                     | —                     | —                     | —                     | —                     | 16                    | —                     | —                     | Generation Terrorists                     |
| 1992  | Slash 'n' Burn                                  | —                     | —                     | —                     | —                     | —                     | —                     | —                     | 20                    | —                     | —                     | Generation Terrorists                     |
| 1992  | Motorcycle Emptiness                            | —                     | —                     | —                     | —                     | —                     | 35                    | 21                    | 17                    | —                     | —                     | Generation Terrorists                     |
| 1992  | Theme From M.A.S.H. (Suicide Is Painless)       | —                     | —                     | —                     | 12                    | —                     | 40                    | —                     | 7                     | 21                    | —                     | —                                         |
| 1992  | Little Baby Nothing                             | —                     | —                     | —                     | —                     | —                     | —                     | —                     | 29                    | —                     | —                     | Generation Terrorists                     |
| 1993  | From Despair to Where                           | —                     | —                     | —                     | —                     | —                     | —                     | —                     | 25                    | —                     | —                     | Gold Against the Soul                     |
| 1993  | La Tristesse Durera (Scream to a Sigh)          | —                     | —                     | —                     | —                     | —                     | —                     | —                     | 22                    | —                     | —                     | Gold Against the Soul                     |
| 1993  | Roses in the Hospital                           | —                     | —                     | —                     | —                     | —                     | —                     | —                     | 15                    | —                     | —                     | Gold Against the Soul                     |
| 1994  | Faster/P.C.P.                                   | —                     | —                     | —                     | —                     | —                     | —                     | —                     | 16                    | —                     | —                     | The Holy Bible                            |
| 1994  | Revol                                           | —                     | —                     | —                     | —                     | —                     | —                     | —                     | 22                    | —                     | —                     | The Holy Bible                            |
| 1994  | She Is Suffering                                | —                     | —                     | —                     | —                     | —                     | —                     | —                     | 25                    | —                     | —                     | The Holy Bible                            |
| 1996  | A Design for Life                               | —                     | 50                    | —                     | 17                    | —                     | 48                    | —                     | 2                     | —                     | —                     | Everything Must Go                        |
| 1996  | Everything Must Go                              | —                     | —                     | 18                    | —                     | —                     | —                     | —                     | 5                     | —                     | —                     | Everything Must Go                        |
| 1996  | Kevin Carter                                    | —                     | —                     | —                     | —                     | —                     | —                     | —                     | 9                     | —                     | —                     | Everything Must Go                        |
| 1996  | Further Away                                    | —                     | —                     | —                     | —                     | —                     | —                     | —                     | —                     | —                     | —                     | Everything Must Go                        |
| 1996  | Australia                                       | —                     | —                     | —                     | —                     | —                     | —                     | —                     | 7                     | —                     | —                     | Everything Must Go                        |
| 1998  | If You Tolerate This Your Children Will Be Next | 79                    | 49                    | —                     | 3                     | 19                    | 44                    | 62                    | 1                     | 21                    | —                     | This Is My Truth Tell Me Yours            |
| 1998  | The Everlasting                                 | 88                    | —                     | —                     | 22                    | —                     | —                     | 47                    | 11                    | —                     | —                     | This Is My Truth Tell Me Yours            |
| 1999  | You Stole the Sun from My Heart                 | —                     | 97                    | —                     | 20                    | —                     | —                     | 94                    | 5                     | —                     | —                     | This Is My Truth Tell Me Yours            |
| 1999  | Tsunami                                         | —                     | —                     | 13                    | 24                    | —                     | —                     | —                     | 11                    | —                     | —                     | This Is My Truth Tell Me Yours            |
| 2000  | The Masses Against the Classes                  | —                     | —                     | 4                     | 7                     | 12                    | —                     | —                     | 1                     | —                     | —                     | Know Your Enemy                           |
| 2001  | Found That Soul                                 | —                     | —                     | —                     | 17                    | —                     | —                     | —                     | 9                     | —                     | —                     | Know Your Enemy                           |
| 2001  | So Why So Sad                                   | 94                    | —                     | —                     | 16                    | —                     | —                     | 88                    | 8                     | 26                    | —                     | Know Your Enemy                           |
| 2001  | Ocean Spray                                     | —                     | —                     | —                     | 28                    | —                     | —                     | —                     | 15                    | —                     | —                     | Know Your Enemy                           |
| 2001  | Let Robeson Sing                                | —                     | —                     | —                     | —                     | —                     | —                     | —                     | 19                    | —                     | —                     | Know Your Enemy                           |
| 2002  | There by the Grace of God                       | —                     | —                     | 9                     | 16                    | —                     | —                     | —                     | 6                     | —                     | —                     | Forever Delayed                           |
| 2004  | The Love of Richard Nixon                       | —                     | —                     | —                     | 17                    | —                     | —                     | —                     | 2                     | —                     | —                     | Lifeblood                                 |
| 2005  | Empty Souls                                     | —                     | —                     | —                     | 18                    | —                     | —                     | —                     | 2                     | —                     | —                     | Lifeblood                                 |
| 2007  | Underdogs                                       | —                     | —                     | —                     | —                     | —                     | —                     | —                     | —                     | —                     | —                     | Send Away the Tigers                      |
| 2007  | Your Love Alone Is Not Enough                   | —                     | —                     | —                     | 7                     | 5                     | 20                    | 78                    | 2                     | 48                    | 66                    | Send Away the Tigers                      |
| 2007  | Autumnsong                                      | —                     | —                     | —                     | 43                    | —                     | —                     | —                     | 10                    | —                     | —                     | Send Away the Tigers                      |
| 2007  | Indian Summer                                   | —                     | —                     | —                     | —                     | —                     | —                     | —                     | 22                    | —                     | —                     | Send Away the Tigers                      |
| 2007  | The Ghosts of Christmas                         | —                     | —                     | —                     | —                     | —                     | —                     | —                     | 22                    | —                     | —                     | —                                         |
| 2010  | (It's Not War) Just the End of Love             | —                     | —                     | —                     | —                     | —                     | —                     | —                     | 28                    | —                     | —                     | Postcards from a Young Man                |
| 2010  | Some Kind of Nothingness                        | —                     | —                     | —                     | —                     | —                     | —                     | —                     | 44                    | —                     | —                     | Postcards from a Young Man                |
| 2011  | Postcards from a Young Man                      | —                     | —                     | —                     | —                     | —                     | —                     | —                     | 54                    | —                     | —                     | Postcards from a Young Man                |
| 2011  | This Is the Day                                 | —                     | —                     | —                     | —                     | —                     | —                     | —                     | 144                   | —                     | —                     | National Treasures – The Complete Singles |
| 2013  | Show Me the Wonder                              | —                     | —                     | —                     | —                     | —                     | —                     | —                     | 77                    | —                     | —                     | Rewind the Film                           |
| 2013  | Anthem for a Lost Cause                         | —                     | —                     | —                     | —                     | —                     | —                     | —                     | 200                   | —                     | —                     | Rewind the Film                           |
| 2014  | Walk Me to the Bridge                           | —                     | —                     | —                     | —                     | —                     | —                     | —                     | —                     | —                     | —                     | Futurology                                |

## Clips vidéo
Manic Street Preachers se met assez rapidement à faire des clips vidéo pour ses chansons puisque le premier intervient pour Strip It Down en 1990. Chaque single n'en bénéficie pas mais une grande majorité d'entre eux possèdent un clip. Certaines reprises populaires telles que Umbrella de Rihanna en 2008 ont ce privilège, donnant ainsi plus d'importance à la nouvelle version. La réalisation de ces vidéos est rarement confiée au même directeur, bien que W.I.Z. en a effectué plusieurs. Le groupe a toutefois fait appel à quelques personnalités du milieu pour produire leurs clips, ainsi John Hillcoat (La Route) s'est chargé de Kevin Carter et Australia en 1996, et Sophie Muller s'est essayée sur You Stole the Sun from My Heart en 1998.
| Année | Titre                                           | Directeur                     | Album                                         |
| ----- | ----------------------------------------------- | ----------------------------- | --------------------------------------------- |
| 1990  | Strip It Down                                   | —                             | New Art Riot EP                               |
| 1991  | Motown Junk                                     | Snub TV                       | —                                             |
| 1991  | You Love Us (Heavenly Version)                  | Tony Van De Ende              | —                                             |
| 1991  | Stay Beautiful                                  | Walter Stern                  | Generation Terrorists                         |
| 1991  | Love's Sweet Exile                              | W.I.Z.                        | Generation Terrorists                         |
| 1991  | You Love Us                                     | W.I.Z.                        | Generation Terrorists                         |
| 1992  | Slash n' Burn                                   | Tony Van De Ende              | Generation Terrorists                         |
| 1992  | Motorcycle Emptiness                            | Martin Hall                   | Generation Terrorists                         |
| 1992  | Little Baby Nothing                             | Small & B Swell               | Generation Terrorists                         |
| 1992  | Theme From M*A*S*H (Suicide Is Painless)        | Matthew Amos                  | —                                             |
| 1993  | From Despair to Where                           | Peter Scammel                 | Gold Against the Soul                         |
| 1993  | La Tristesse Durera (Scream to a Sigh)          | Josh Taft                     | Gold Against the Soul                         |
| 1993  | Roses in the Hospital                           | Erik Zimmerman                | Gold Against the Soul                         |
| 1994  | Life Becoming A Landslide                       | Martin Hall                   | Gold Against the Soul                         |
| 1994  | Faster                                          | Tony Van Den Ende             | The Holy Bible                                |
| 1994  | Revol                                           | Chris D'Adda                  | The Holy Bible                                |
| 1994  | She Is Suffering                                | Adolfo Doring                 | The Holy Bible                                |
| 1996  | A Design for Life                               | Pedro Romhanyi                | Everything Must Go                            |
| 1996  | Everything Must Go                              | W.I.Z.                        | Everything Must Go                            |
| 1996  | Kevin Carter                                    | John Hillcoat                 | Everything Must Go                            |
| 1996  | Australia                                       | John Hillcoat                 | Everything Must Go                            |
| 1998  | If You Tolerate This Your Children Will Be Next | W.I.Z                         | This Is My Truth Tell Me Yours                |
| 1998  | The Everlasting                                 | Mike Lipscombe                | This Is My Truth Tell Me Yours                |
| 1999  | You Stole the Sun from My Heart                 | Sophie Muller                 | This Is My Truth Tell Me Yours                |
| 1999  | Tsunami                                         | Pedro Romhanyi                | This Is My Truth Tell Me Yours                |
| 2000  | The Masses Against the Classes                  | Chris D'Adda                  | —                                             |
| 2001  | Found That Soul                                 | Jeremy Deller & Nick Abrahams | Know Your Enemy                               |
| 2001  | So Why So Sad                                   | Jamie Thraves                 | Know Your Enemy                               |
| 2001  | Ocean Spray                                     | James Frost & Alex Smith      | Know Your Enemy                               |
| 2001  | Let Robeson Sing                                | Andrew Dosunmu                | Know Your Enemy                               |
| 2002  | There by the Grace of God                       | John Hillcoat                 | —                                             |
| 2003  | Judge Yr'self                                   | Patrick Jones                 | Lipstick Traces                               |
| 2004  | Yes (New Film)                                  | Patrick Jones                 | The Holy Bible (Édition 10e anniversaire)     |
| 2004  | The Love of Richard Nixon                       | Type2error                    | Lifeblood                                     |
| 2004  | Quarantine (In My Place of)                     | Patrick Jones                 | face-B de The Love of Richard Nixon           |
| 2005  | Empty Souls                                     | Alex Smith                    | Lifeblood                                     |
| 2005  | Dying Breeds                                    | Patrick Jones                 | face-B de Empty Souls                         |
| 2005  | 1985                                            | Patrick Jones                 | Lifeblood                                     |
| 2005  | A Song for Departure                            | Patrick Jones                 | Lifeblood                                     |
| 2005  | Cardiff Afterlife                               | Patrick Jones                 | Lifeblood                                     |
| 2005  | Emily                                           | Patrick Jones                 | Lifeblood                                     |
| 2005  | Fragments                                       | Patrick Jones                 | Lifeblood                                     |
| 2005  | Solitude Sometimes Is                           | Patrick Jones                 | Lifeblood                                     |
| 2005  | Firefight                                       | Patrick Jones                 | God Save the Manics EP                        |
| 2006  | Further Away (New Film)                         | Patrick Jones                 | Everything Must Go (Édition 10e anniversaire) |
| 2007  | Your Love Alone Is Not Enough                   | John Hardwick                 | Send Away the Tigers                          |
| 2007  | Autumnsong (TV Version)                         | Indica/PTE                    | Send Away the Tigers                          |
| 2007  | Autumnsong (Alternative Version)                | Valerie Philips               | Send Away the Tigers                          |
| 2007  | Indian Summer                                   | Patrick Jones                 | Send Away the Tigers                          |
| 2007  | Send Away the Tigers                            | Patrick Jones                 | Send Away the Tigers                          |
| 2008  | Umbrella                                        | Dave Eringa                   | NME Awards 2008 / Umbrella EP                 |
| 2009  | Jackie Collins Existential Question Time        | Douglas Hart                  | Journal for Plague Lovers                     |
| 2010  | (It's Not War) Just the End of Love             | —                             | Postcards from a Young Man                    |
| 2010  | Some Kind of Nothingness                        | Nicky Wire & Patrick Jones    | Postcards from a Young Man                    |
| 2011  | Postcards from a Young Man                      | James Russel                  | Postcards from a Young Man                    |
| 2011  | This Is The Day                                 | Jamie Roberts                 | —                                             |
| 2013  | Rewind The Film                                 | Kieran Evans                  | Rewind the Film                               |
| 2013  | Show Me the Wonder                              | Kieran Evans                  | Rewind the Film                               |
| 2013  | Anthem for a Lost Cause                         | Kieran Evans                  | Rewind the Film                               |
| 2014  | Walk Me to the Bridge                           | Kieran Evans                  | Futurology                                    |